# Ian Matthews (bubeník)
Ian Matthews (* 20. června 1971 Bristol) je anglický bubeník, hudebník a člen britské rockové skupiny Kasabian.

## Život
Narodil se 20. června 1971 v anglickém Bristolu.
Již od dětství hrál na klavír a bicí soupravu. V mládí bubnoval převážně na školních akcích a jazzových koncertech. Největším vzorem mu byl jeho otec.
Svou kariéru započal jako bubeník ve studiu svého kamaráda. Zde si ho vyhlédli členové rockové skupiny Kasabian, kteří zrovna pracovali na svém debutovém stejnojmenném albu Kasabian. Na albu se před ním podílelo několik bubeníků.
Ke skupině se oficiálně připojil až v roce 2004.
Se skupinou vystupuje i nadále.

## Vlivy
Jako své bubenické vlivy uvádí Mitche Mitchella, Tonyho Williamse a Buddyho Riche.

## Diskografie
Kasabian
- 2004: Kasabian
- 2006: Empire
- 2009: West Ryder Pauper Lunatic Asylum
- 2011: Velociraptor!
- 2014: 48:13
- 2017: For Crying Out Loud
- 2022: The Alchemist's Euphoria
- 2024: Happenings